# Astorgi II Manfredi

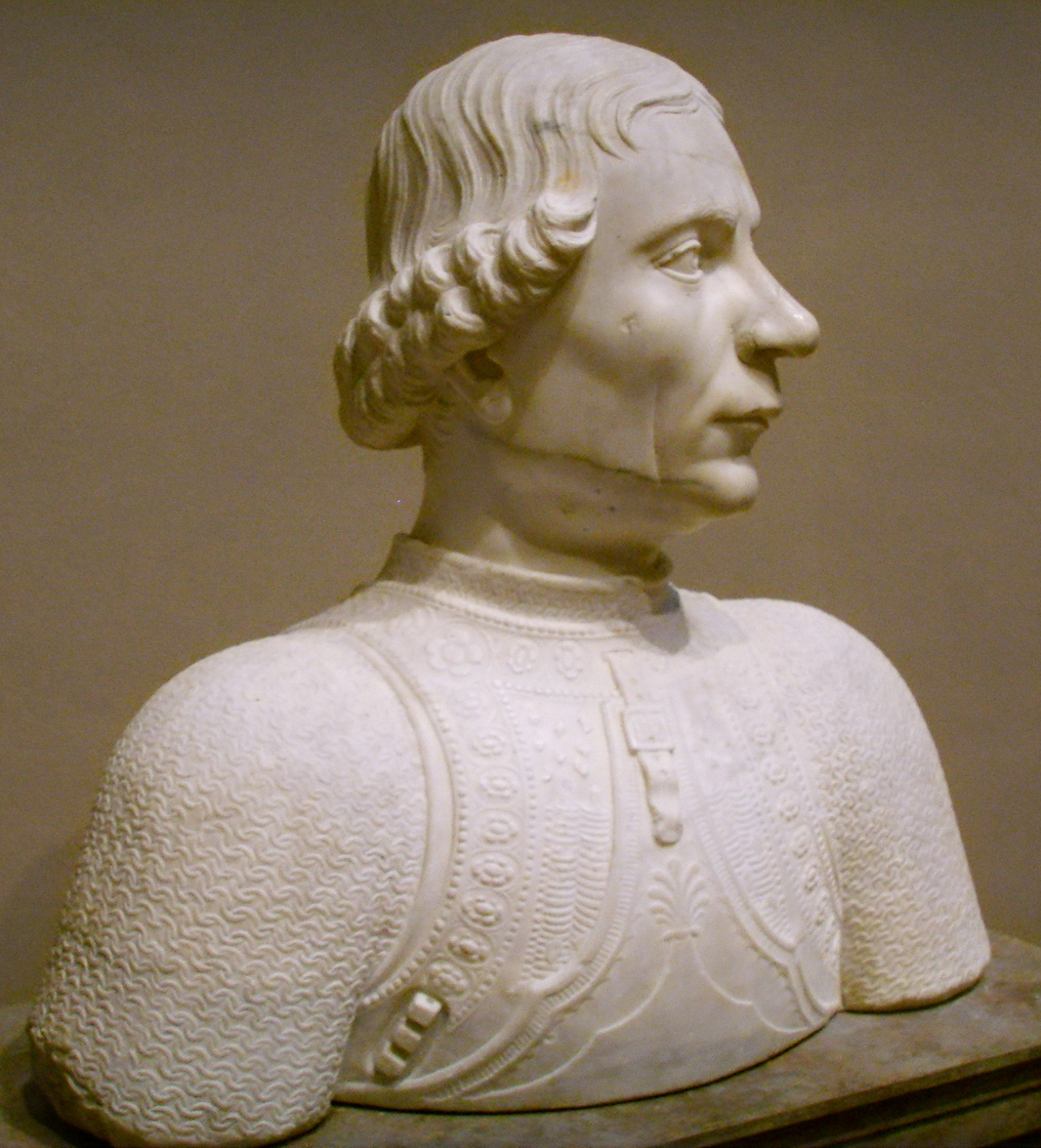
Astoprgio Manfredi de Mino da Fiesole (1455, National Gallery of Art, Washington D.C.

Astorgi II Manfredi (Astorgio o Astorre II Manfredi, Faenza 8 de desembre de 1412-Faenza 12 de març de 1468), va ser fill de Joangaleàs I Manfredi. El 1443 va ser senyor sobirà i vicari pontifici de Faenza usurpant el poder a son nebot Tadeu Manfredi, hereu legítim, que es va quedar amb Imola que governava des del 1441. També el 1443 va ser comte de Brisighella i Val Lemone i senyor i vicari pontifici de Fusignano i Donigaglia, i senyor de Savignano, Oriolo, Gesso, Cesate, Quarneto, Fognano, Cavina, Fornazzano, San Cassiano, Montalbergo, Santa Maria in Montalto, San Procolo i Castel Laderchio, associat a son germà Joangaleàs II Manfredi. El 25 de maig de 1449 va ser senyor de Casola, Rio Secco, Fontanamoneta, Baffadi ei Montebattaglia, i va ser armat cavaller per l'emperador el 26 de gener de 1452. Va ser capità per diversos senyors.
Es va casar el 1431 amb Giovanna de Barbiano, filla d'Alberico de Barbiano, comte de Cunio i senyor de Belgioioso, i va ser el pare de Carles II Manfredi, Galeot Manfredi, Frederic Manfredi, Elisabetta (Faenza 1443-Faenza 26 de juny de 1469, esposa de Francesc IV Ordelaffi senyor de Forli), Bàrbara (Faenza 3 d'abril de 1444-Forlì 7 d'octubre de 1466, esposa el 16 de maig de 1462 de Pino II Ordelaffi senyor de Forli, morta enverinada) i Lancilot (nascut el 1446, patrici de Faenza i de Venècia, entre el 1477 i el 1478 va usurpar alguns castells de Val Lamone, i va ser capità del duc de Milà el 1470 i de Florència el 1472, va morir a Faenza el 22 de juny de 1480 i només va deixar fills naturals: un de nom Astorgi, patrici vènet des del 1503; una de nom Polissena; una de nom Margherita; i una de nom Giacoma).